# Gegeneophis seshachari
Gegeneophis seshachari é uma espécie de anfíbio gimnofiono. É endémica da Índia, conhecida apenas pelo seu holótipo, colectado em 1967 na vila de Dole, distrito de Ratnagiri, Índia.